# ویدار اورن کیارتانشون
ویدار اورن کیارتانشون (ایسلندی: Viðar Örn Kjartansson؛ زادهٔ ۱۱ مارس ۱۹۹۰) یک بازیکن فوتبال اهل ایسلند است.
از باشگاه‌هایی که در آن بازی کرده‌است می‌توان به باشگاه فوتبال وولرنگا، باشگاه ورزشی وستمانایا، باشگاه فوتبال فیلکیر، باشگاه فوتبال جیانگسو سونینگ، باشگاه فوتبال مالمو، و تیم ملی فوتبال ایسلند اشاره کرد.
وی همچنین در تیم‌های ملی فوتبال زیر ۱۷ سال ایسلند بازی کرده‌است.